# Julija Garaeva
Julija Ravil'evna Garaeva (in russo Юлия Равильевна Гараева?; Mosca, 27 luglio 1968) è un'ex schermitrice russa, vincitrice di una medaglia di bronzo nella scherma ai giochi olimpici.